# Gaudenzio Soldo
Gaudenzio Soldo (Camasco, 1630 – ...) è stato uno scultore italiano.

## Biografia
Nasce nell'alta Valsesia nel 1630 nell'allora comune autonomo di Camasco, ora frazione di Varallo. 
Ben presto diventa allievo dell'artista lombardo Dionigi Bussola, con il quale collabora nella realizzazione di alcuni celebri beni artistici. Gaudenzio Soldo, infatti, rientra nel novero di quegli artisti che, nel corso degli anni, hanno concorso nella realizzazione delle opere di pittura e plastica del Sacro Monte di Varallo e di quello di Orta. 
Per quanto riguarda il Sacro Monte valsesiano, a Gaudenzio Soldo sono attribuite quattordici statue poste alla base e datate intorno al 1671. 